# Rafael Leandro Thomaz
Rafael „Rafinha“ Leandro Thomaz (* 18. Februar 1993 in São Paulo) ist ein brasilianischer Fußballspieler.

## Karriere
Rafinha kam in der Winterpause der Saison 2010/11 vom EC União Suzano zum österreichischen Fünftligisten FC Tulln. Sein erstes Spiel für Tulln in der 2. Landesliga absolvierte er im März 2011 gegen den ASK-BSC Bruck/Leitha. Zur Saison 2011/12 wechselte er zum Ligakonkurrenten SC Lassee.
Im Sommer 2012 wechselte er zu den drittklassigen Amateuren des SCR Altach. Vor seinem Debüt für diese stand er am 27. Juli 2012 gegen den SV Grödig bereits erstmals im Profikader, wurde allerdings noch nicht eingesetzt. Einen Tag später debütierte er schließlich für Altach II in der Regionalliga, als er am ersten Spieltag der Saison 2012/13 gegen den SV Wals-Grünau in der Startelf stand.
Im November 2012 absolvierte er sein erstes Spiel für die Profis von Altach in der zweiten Liga, als er am 18. Spieltag der Saison 2012/13 gegen die Kapfenberger SV in der Startelf stand und in der 81. Minute durch Fabian Flatz ersetzt wurde. Seinen ersten Treffer in der zweithöchsten österreichischen Spielklasse erzielte er im Mai 2013 bei einem 3:1-Sieg gegen den First Vienna FC. Im selben Monat erhielt er bei den Altachern einen Profivertrag. Mit Altach stieg er 2014 in die Bundesliga auf. In der Aufstiegssaison 2013/14 Rafinha zu zehn Einsätzen, in denen er ohne Treffer blieb.
In der Winterpause der Saison 2014/15 verließ er Altach und kehrte er nach Brasilien zurück, wo er sich dem União Agrícola Barbarense FC anschloss. Zur Saison 2015/16 wechselte er erneut nach Österreich und schloss sich dem viertklassigen SC Ostbahn XI an. Für Ostbahn absolvierte er 14 Spiele in der Wiener Stadtliga und erzielte dabei zwei Tore. Nach einem halben Jahr in Wien wechselte er im Februar 2016 zurück nach Brasilien zum  Paulista FC.
Im April 2017 wechselte Rafinha in die Slowakei zum FK Slovan Levice.